# منزل فتجنشتاين

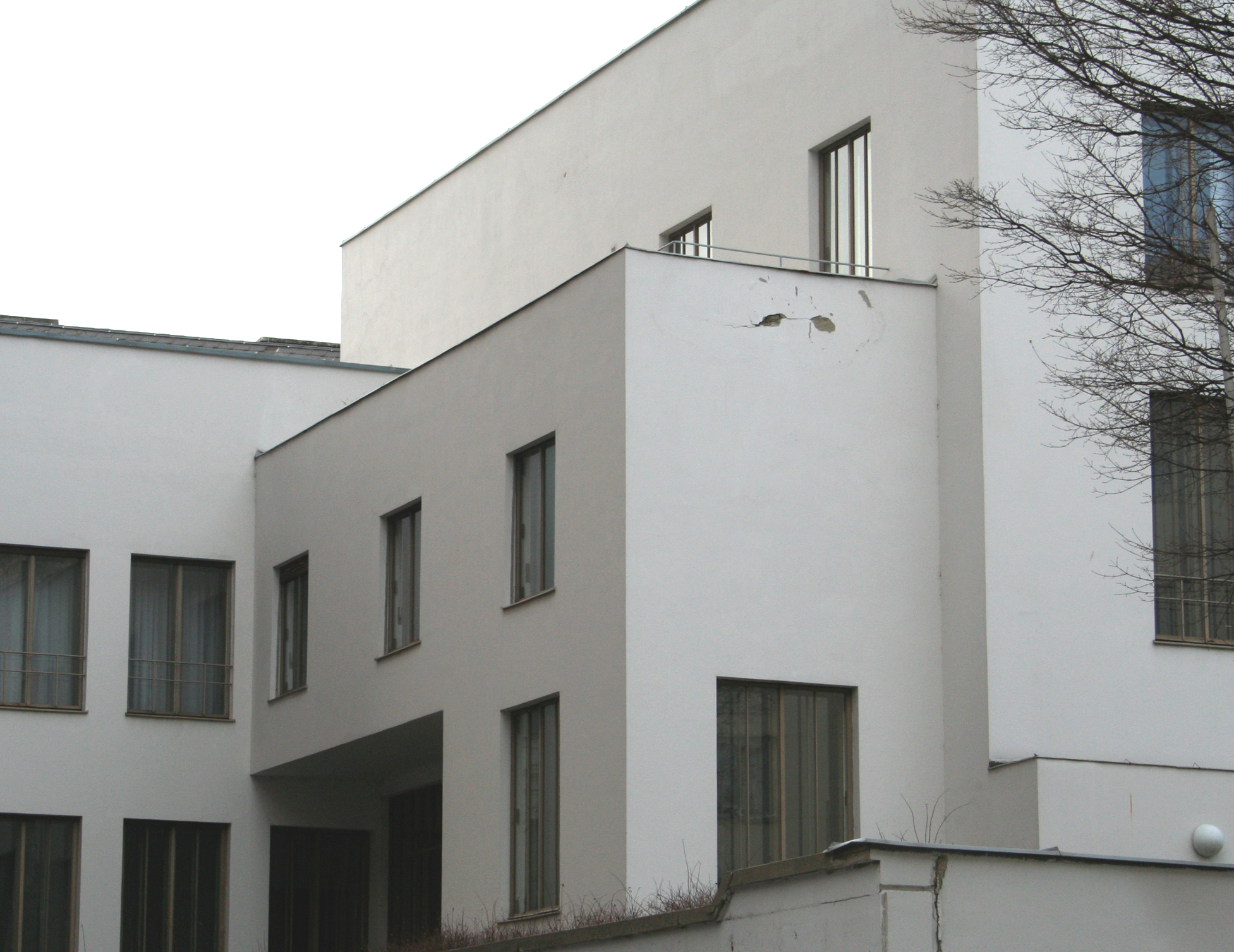
منزل فتغنشغشتاين/ فيينا

المبنى يعكس تقشف وبساطة ووضوح الفكر المنطقي ل فيتجنشتاين، فلسفته في علم الجمال تتجسد حقا في هذا المنزل الذي صممه الفيلسوف لأخته، ولا يزال موجود حتى اليوم في مدينة فيينا في شارع Kundmangasse 19، وهكذا أيضا بالنسبة للأخلاق : الصرح الحقيقي لحياة فيتجنشتاين الذي فضل أن يعمل كمدرس ابتدائي وحدائقى في دير للرهبان, بدلا من استغلال الميراث الطائل لوالده.

## فلسفة العمارة
يمكن اعتبار منزل فتغنشتاين - الذي صممه الفيلسوف النمساوي الشهير لودفيغ فيتجنشتاين- واحد من أهم الأمثلة للتفاعلات بين الفلسفة والعمارة. وقد اجريت الكثير من البحوث حول العلاقات بين الميزات الأسلوبية لهذا المنزل وشخصية فيتجنشتاين وفلسفته.